# 長野県箕輪進修高等学校
長野県箕輪進修高等学校（ながのけん みのわしんしゅうこうとうがっこう）は、長野県上伊那郡箕輪町に所在する公立の高等学校。

## 概要
旧称長野県箕輪工業高等学校。2008年度（平成20年度）より、多部制・単位制高校に転換した。略称は「箕高」であり、生徒会行事の文化祭は「進修祭（しんしゅうさい）」である。　長野県下2校目となる新制高校システムで、普通科と工業科（クリエイト工学科）がある学校。教育特色には、少人数授業や科目履修相談を行えるガイダンス・カウンセリング、工業教育にも力をあげるため日本工業大学との連携、地域企業への職業体験をするインターンシップなどがある。
また、平成30年度より、LD等通級指導教室が設置されている。

## 沿革
- 1924年4月1日 - 中箕輪実業補習学校の通年部として開校。
- 1935年9月1日 - 新制中箕輪青年学校に改称。
- 1942年2月9日 - 女子部が独立し、中箕輪実科女学校となる。
- 1943年4月1日 - 中箕輪実科女学校が、長野県中箕輪高等女学校に改称。
- 1948年4月1日 - 学制改革により、長野県中箕輪高等学校となる。全日制および定時制の普通科を設置。
- 1949年4月1日 - 県立に移管。
- 1950年4月1日 - 農業課程併設。
- 1955年3月31日 - 農業課程廃止。
- 1960年4月1日 - 長野県箕輪高等学校に改称。
- 1961年4月1日 - 機械科、普通科（女子）に改編。
- 1963年4月1日 - 電気科新設。
- 1964年3月11日 長野県箕輪工業高等学校に改称。
- 1964年4月1日 - 定時制機械科新設。
- 1972年4月1日 - 定時制普通科募集停止。
- 1973年6月17日 - 創立50周年記念式典並びに体育館新築落成。
- 1974年4月1日 - 普通科、男子募集開始。
- 2003年4月1日 - 機械科と電気科を統合し、総合工学科へ改編。
- 2008年4月1日 - 多部制・単位制新高校への転換に伴い、長野県箕輪工業高等学校から長野県箕輪進修高等学校に改称。
- 2010年3月6日 - 全日制最後の卒業式挙行。

## 教育課程
- I部（午前部）：普通科、クリエイト工学科
- II部（午後部）：普通科
- III部（夜間部）：普通科

## 教育目標
1. 未来に目標を持ち、希望と信念を持って努力する生活態度を育てます。
2. 自主・自律の上に立った協同の精神と、生命を大切にする心を育てます。
3. 健やかな体と、学び考える力を育てます。

## 出身者
- 飯島勲　定時制在籍（元内閣総理大臣秘書官）途中で東京電機大学高等学校定時制へ転校

## 校章
「箕輪」のmと「進修」のSをデザイン化し、箕輪町の町花「いわやまつつじ」のすみれ色と天竜川の青色が配されている。地域に根ざし飛躍する高校、希望と信念にあふれる若人を表現してデザイン化された。
校章参照

## 校歌
長野県箕輪進修高等学校校歌（作詞：藤沢古実 作曲：平井康三郎）

## 最寄駅
- 東海旅客鉄道飯田線 木ノ下駅